# Netcraft
 (août 2020).
Si vous disposez d'ouvrages ou d'articles de référence ou si vous connaissez des sites web de qualité traitant du thème abordé ici, merci de compléter l'article en donnant les références utiles à sa vérifiabilité et en les liant à la section « Notes et références ».
Netcraft est une entreprise basée à Bath en Angleterre. Elle est spécialisée dans les technologies Internet.
Netcraft est surtout connue pour mener depuis 1995 des sondages automatisés d'Internet par nom de domaine à la recherche de serveurs HTTP, donc de sites web. Elle publie mensuellement ses résultats qui sont régulièrement repris par les médias informatiques, comme Slashdot. La méthode de Netcraft compte un serveur HTTP par site web trouvé. Cela fait que le même serveur HTTP est compté autant de fois qu'il héberge de sites. À l'inverse, un seul serveur HTTP est compté pour un site répartissant la charge sur plusieurs serveurs web.
Ces résultats permettent de connaître le nombre de sites web actifs sur Internet et donnent donc une mesure de la taille du World Wide Web. En outre, pour chaque site le serveur HTTP utilisé est détecté, ce qui permet d'étudier ce marché. Depuis plusieurs années, les résultats de Netcraft sont notamment suivis pour observer le succès des serveurs concurrents, spécialement le logiciel libre Apache et Internet Information Service de Microsoft.
Netcraft propose depuis décembre 2004 un système anti-hameçonnage pour être averti lorsque l'on tente de se connecter sur un site frauduleux d'hameçonnage avec un navigateur web. Le système anti-fraude de Netcraft consiste en une barre d'outils pour Internet Explorer ou Mozilla Firefox et les serveurs de la société Netcraft qui contiennent des bases d'informations sur les sites. Ces bases sont mises à jour quotidiennement et complétées par les contributions des utilisateurs de l'outil.